# Anibontes
Anibontes es un género de arañas araneomorfas de la familia Linyphiidae. Se encuentra en los Estados Unidos. 

## Lista de especies
Según The World Spider Catalog 12.0:
- Anibontes longipes Chamberlin & Ivie, 1944
- Anibontes mimus Chamberlin, 1924